# Heart in Motion
Heart in Motion é o décimo segundo álbum de estúdio da cantora estadunidense Amy Grant, lançado em 1991.

## História do álbum
Após o surpreendente lançamento de Lead Me On em fins de 1988, Amy ficaria pela primeira vez 3 anos sem gravar nenhum trabalho inédito.
Amy tivera seu primeiro filho, Mathew, poucas semanas antes de Lead Me On ser lançado. Veio então a turnê do álbum, e ao terminar sua exaustiva série de shows, Amy decidiu ficar um tempo com o marido e seu filho. Quando Heart in Motion, ainda sem título, entrara na linha de produção, ela ficou gravida de Millie. Daí, o álbum recebeu esse título, de uma frase tirada da música "Baby, Baby", que fora composta sob inspiração de sua nova cria.
Finalmente, após então 3 anos, chega ao mercado o disco Heart in Motion, que agradou grandemente a crítica e fora recebido pelos fãs como uma grata surpresa. Este álbum simplesmente sacudiu a Música Cristã Contemporânea e a carreira de Grant, além de tê-la projetado meteoricamente ao mainstream (secular).
Também como resultado do grande sucesso, em 1992 Amy figurou em 2º lugar como a cantora popular do ano. Perdeu apenas para Mariah Carey, que foi "descoberta" para o mundo neste mesmo ano. No entanto, deixou para trás nomes de peso como Madonna, Cindy Lauper, Whitney Houston, Sheryl Crow e outras.
A música "Good For Me" teve duas versões de clipe e "I´ll Remember You" ganhou produção de videoclipe 1 ano depois, após também ter virado hit.

## Faixas
1. "Good for Me"
2. "Baby Baby"
3. "Every Heartbeat"
4. "That's What Love Is For"
5. "Ask Me"
6. "Galileo"
7. "You're Not Alone"
8. "Hats"
9. "I Will Remember You"
10. "How Can We See That Far"
11. "Hope Set High"

## Vendagens
- 1.500.000 cópias vendidas no mercado cristão. [carece de fontes?]
- 3.500.000 cópias vendidas no mercado principal (secular). [carece de fontes?]

## Singles
- "Good for Me" (#8 Hot 100, #4 AC)
- "I Will Remember You" (#20 Hot 100, #2 AC)
- "Baby Baby" (#1 Hot 100, AC)
- "Every Heartbeat" (#2 Hot 100, #2 AC)
- "That's What Love Is For  (#7 Hot 100, #1 AC)"[3]

## Premiações
1. Indicações ao prêmio Dove: 1
2. Indicações ao Grammy: 4[4]
3. Prêmio Grammy: 1
4. Indicações ao MTV Award: 2
5. Hits em primeiro lugar no Billboard: 4
6. Hit por mais 8 semanas em 1º: Baby, Baby
7. Número de semanas em 1º lugar como álbum mais vendido: 32
8. Certificado: Quíntuplo de Platina em 1992 pela venda de mais de 5 milhões de cópias.